# 2008年の経済
2008年の経済（2008ねんのけいざい）では、2008年（平成20年）の経済分野に関する出来事について記述する。

## できごと

### 1月
- 1月1日
  - キプロス、マルタ、アクロティリおよびデケリア（キプロス島内のイギリスの海外領土）がユーロ導入[1]。
  - ベネズエラ政府、通貨ボリバルの1000分の1切り下げを実施。ウゴ・チャベス大統領、新通貨の名称を「強いボリバル」という意味のボリバル・フエルテと定める[2]。
- 1月2日 - ニューヨーク・マーカンタイル取引所で原油急騰。一時100ドルに達する。原油高を受け、ニューヨーク株式市場とドル相場急落。
- 1月4日
  - 大発会。日経平均株価は昨年末比、616円37銭（4.03%）安の1万4691円41銭。東京証券取引所では1949年の戦後再会以来、最大の下げ幅となった。
  - フォード・モーター、傘下のジャガー、ランドローバーの売却についてインドのタタ自動車と優先交渉を発表。
- 1月7日 - NTTドコモがPHSサービスを終了[3]。
- 1月8日 - ニューヨーク商品取引所（COMEX）で金が、一時1トロイオンス879.4ドルを付け、1980年1月に付けたこれまでの最高値（875ドル）を上回り、28年ぶりに取引時間中の最高値を更新した。
- 1月9日 - 日本製紙が年賀はがき用「再生紙はがき」として納品した紙の古紙使用率を偽り、ごく僅かな比率しか使用していなかった「環境偽装」が発覚、その後、コピー紙など同社の他の再生紙利用商品においても同様の偽装が行われていたことや、王子製紙、北越製紙、三菱製紙、大王製紙、中越パルプ工業各社も同様の偽装を行っていたことが判明[4]。
- 1月10日
  - パスネット販売終了[5]。
  - 松下電器産業、同年10月1日から社名を「パナソニック株式会社」（英名：Panasonic Corporation）と変更することを発表[6]。
- 1月11日
  - 人材派遣業大手グッドウィル、違法な二重派遣を行ったとして厚生労働省より1月18日から2ヶ月間の事業停止命令を受ける[7]。
  - 米デルタ航空、ノースウエスト航空またはユナイテッド航空と合併交渉に入ることを発表[8]。
- 1月13日 - 渡辺捷昭トヨタ自動車社長、アメリカ合衆国デトロイトで開かれたモーターショーで、2010年までに家庭用電源で充電可能なプラグイン型ハイブリッドカーを販売する方針を表明[9]。
- 1月16日 - NHKの記者3名が、ニュース原稿の情報をもとにインサイダー取引を行ったとして、証券取引等監視委員会の事情聴取を受ける[10]。1月18日、増田寛也総務大臣がNHK全職員の調査を指示[11]。
- 1月18日 - 国連国際防災戦略、2007年の世界各地の自然災害による経済損失が625億米ドルに達し、最も被害額が大きかった災害が新潟県中越沖地震の125億ドル（1兆3300億円）であったことを発表[12]。
- 1月21日 - 東京証券取引所の日経平均株価が535円35銭値下げしたのをはじめ、インド・ムンバイ証券取引所で平均株価が一日当たり過去最大の下げ幅を記録するなどアジア各地の証券市場が軒並み暴落[13]。
- 1月22日 - 米FRB、前日から続く世界同時株安に対応するため、フェデラルファンド金利の0.75%緊急利下げを行うが[14]、祝日明けのニューヨーク証券取引所でも暴落[15]。翌23日、日本を含むアジア各国市場は回復も、ヨーロッパではヨーロッパ中央銀行が利下げに慎重な姿勢を示したため不安定な状況が続く[16]。
- 1月24日 - 橋本元一NHK会長、記者のインサイダー取引問題を受け、任期満了となる数時間前に引責辞任。福地茂雄前アサヒビール相談役が後任に就任[17]。（NHK職員によるインサイダー取引事件）
- 1月25日
  - 建基法不況について内閣総理大臣の福田康夫が「行政上の予見が足りなくて産業界に大変御迷惑をかけた。」と謝罪[18]。
  - 政府、閣議で社会保障国民会議の新設を決定。「雇用・年金」「医療・介護・福祉」「少子化・仕事と生活の調和」の3分科会を設置。1月29日に初会合開催[19]。
  - 金融庁、川崎市に本社を置くテラメントが株式大量保有報告書を提出、EDINETを通じ、トヨタ自動車、ソニー、NTT、三菱重工業、フジテレビジョン、アステラス製薬の6社の株式51%を取得したと発表したことを公表。虚偽の疑いがあるとして同庁が調査、27日に訂正命令。証券取引等監視委員会が30日に同社を強制捜査[20]。
  - 金融庁、新興市場セントレックスの上場審査体制に不備があったとして名古屋証券取引所に対し業務改善命令[21]。
- 1月26日 - 広島地区の公共交通機関にICカード「PASPY」導入[22]。
- 1月28日
  - 東京地方裁判所、マクドナルド店長が日本マクドナルドを残業代不払を理由に訴えた裁判で、店長は職務および権限から見て管理職にあたらないと判断、マクドナルド側に残業代約750万円の支払いを命じる判決[23]。
  - 東京都中央区勝どきに超高層ツインタワーマンション『THE TOKYO TOWERS』が竣工。総戸数2,794戸は国内最大[24]。
- 1月29日 - 米シティグループが日興コーディアル証券を完全子会社化[25]。
- 1月30日
  - 中国製冷凍餃子中毒事件が発生[26]。
  - 消費期限偽装問題で食品衛生法に基づき営業禁止処分となっていた三重県伊勢市の赤福、保健所より処分を解除される[27]。

### 2月
- 2月1日 - マイクロソフト、ヤフーに対し446億ドルでの企業買収提案[28]。ヤフーは後に提案を拒否[29]。
- 2月4日
  - イオングループがダイエーの持ち株比率において丸紅を上回り、ダイエーの単独筆頭株主となる[30]。
  - 宮崎県のかき氷シロップメーカーが、消費期限切れで返品された商品を再加熱し出荷していたことが判明。同社が商品を納品していた東京ディズニーランドなどで、商品の回収が行われる[31]。
- 2月6日
  - 中国製冷凍餃子中毒事件を受け、ジェイティフーズと加ト吉、日清食品によって合意されていた冷凍食品事業の事業統合解消を発表。
  - 賞味期限切れ商品の回収、販売により三重県から食品衛生法の営業禁止処分を受けていた赤福が2007年10月12日以来、117日ぶりに伊勢市内3店限定で営業再開。
- 2月9日 - G7（主要7カ国）財務大臣・中央銀行総裁会議（東京）。
- 2月12日 - ブリヂストンが、南アメリカや東南アジア各国で公務員に対する賄賂として使われたとみられる総額1億5千万円の「不正支出」を行っていたことが社内調査により判明[32]。同社が世界シェアの約4割を占めるマリンホース事業からの撤退を決定[33]。
- 2月13日 - 名古屋地方検察庁特捜部、丸八証券に対し株価を不当に高く維持した証券取引法違反容疑で強制捜査、元会長ら3名を逮捕[34]。

- 2月18日

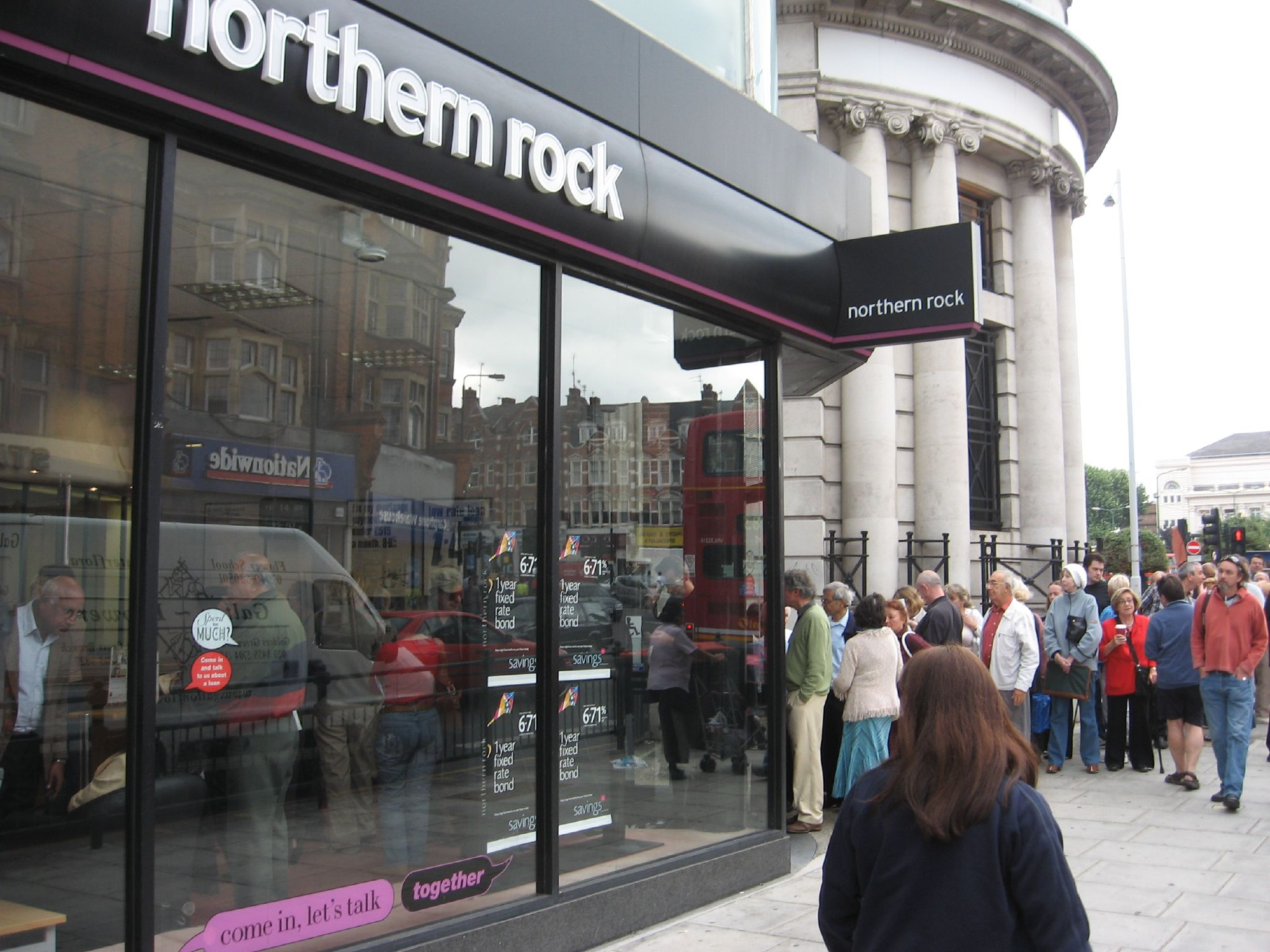
早朝からノーザン・ロック銀行の前に列を作る人々

  - 総務省、ソフトバンクからの情報による調査で、NTT東日本およびNTT西日本が子会社と一体となって行っている営業活動が競争セーフガード制度に違反しているとして、両社に対し行政指導、3月31日の改善及び報告を要求[35]。
  - イギリス政府、国内第5位の住宅ローン専門銀行ノーザン・ロックを、同行の破綻防止のため国有化することを決定[36]。

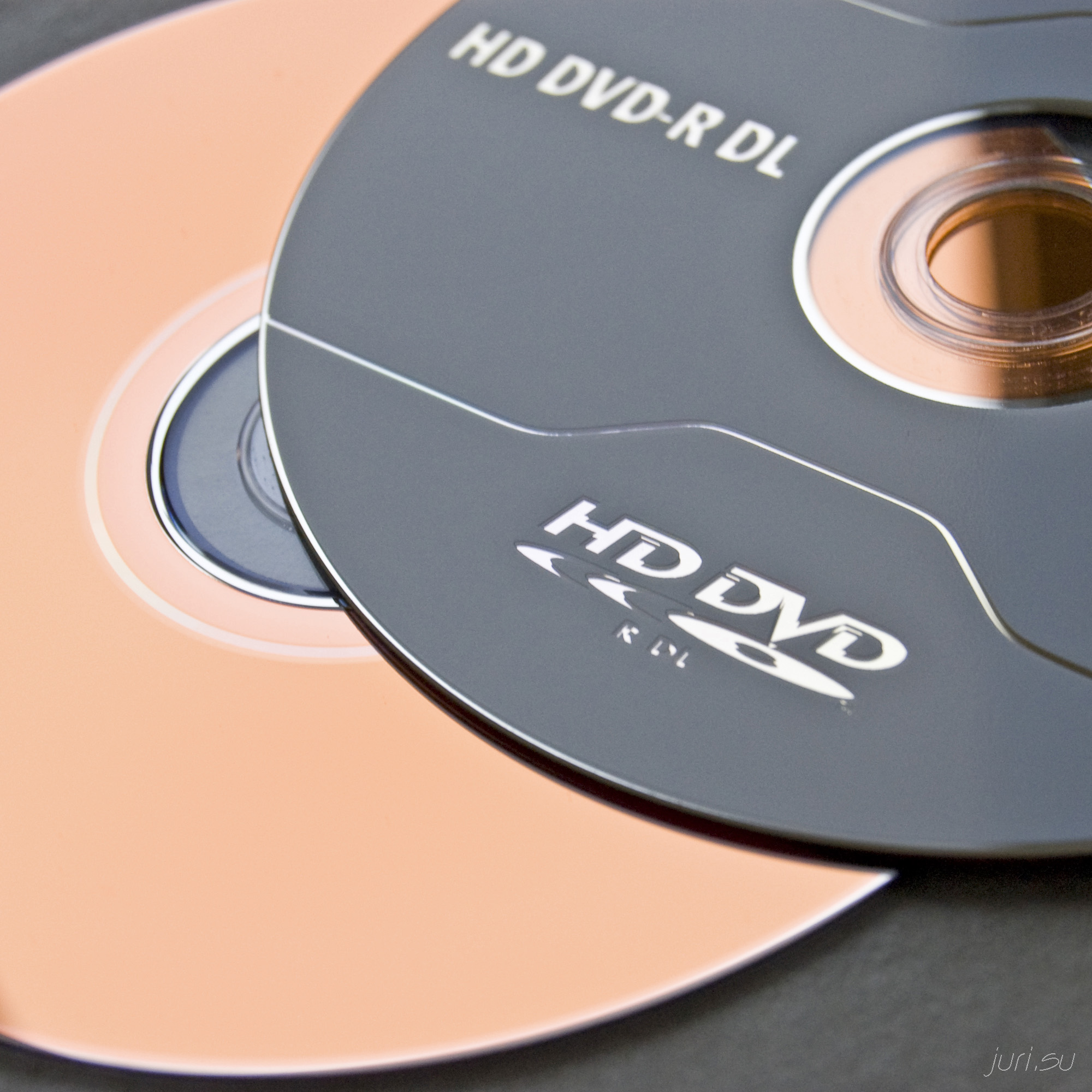
HD DVD

- 2月19日 - 次世代DVD（当時）の規格争いで東芝がHD DVDからの撤退を発表[37]。
- 2月20日 - モスフードサービスとミスタードーナツを運営するダスキンが資本業務提携を発表[38]。
- 2月21日 - 営業停止処分中の人材派遣業グッドウィルが、2007年12月に宮崎県都城市で発生した労働災害事故を報告していなかった労災隠しが判明。
- 2月22日 - 公正取引委員会、ゴム製のマリンホースの販売をめぐる国際カルテルを結んだ私的独占の禁止及び公正取引の確保に関する法律（独占禁止法）違反で、ブリヂストンの他、イギリス、フランス、イタリアの海外計四社の計五社に対し排除措置命令。公取委が海外企業に排除命令を出すのは初[39]。
- 2月29日 - 平成20年度予算案が衆議院本会議で可決。

### 3月
- 3月3日
  - ソニーが1967年に独自開発し、自社を代表するブランドとしても知られていたブラウン管テレビジョン『トリニトロン』の生産を、2008年3月限りで打ち切ることになった。
  - 三菱電機が携帯電話端末事業からの撤退を発表。

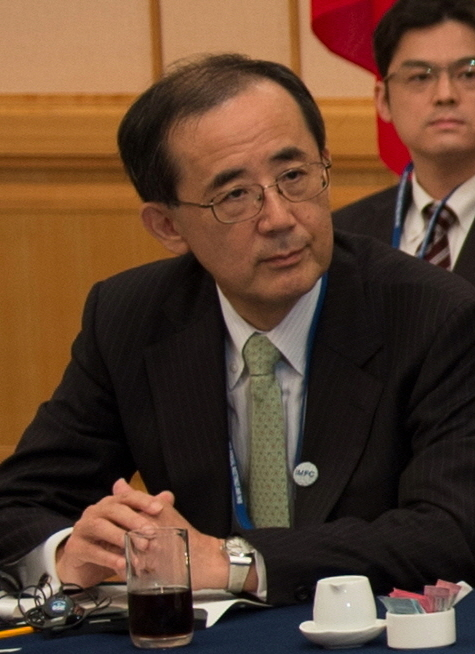
白川方明

- 3月12日 - 参議院本会議で19日に任期切れの福井俊彦日本銀行総裁の後任に武藤敏郎副総裁（元財務省事務次官）を、副総裁に伊藤隆敏（内閣府経済財政諮問会議議員）を充てる人事案が採決された結果、反対多数で否決、不同意とした。
尚、白川方明（京都大学大学院教授）を副総裁に充てる人事案については、賛成多数で可決、同意された。
- 3月13日
  - 衆議院本会議で19日に任期切れの福井俊彦日本銀行総裁の後任に武藤敏郎副総裁（元財務省事務次官）を、副総裁に伊藤隆敏（内閣府経済財政諮問会議議員）及び白川方明（京都大学大学院教授）を充てる人事案が採決された結果、賛成多数で可決、同意されたが、衆参両院で議決結果が異なった為、武藤総裁、伊藤副総裁案は白紙となった。
  - フジテレビジョンは2008年4月から施行される改正放送法で認められる『認定放送持株会社』移行へ準備に入ることを発表した。その概要は、現在のフジテレビを純粋持株会社『フジ・メディア・ホールディングス』（仮称）とし、地上波テレビ放送事業は会社分割によって新設する事業子会社に移管する。2008年10月1日から新体制を発足させる予定である。
  - 東京外国為替市場で12年5ヶ月ぶりに一時ドル=100円を割り、99円76銭をつける。終値は1ドル＝100円17～20銭。
- 3月18日 - 新日本石油が10月1日に九州石油を吸収合併すると発表。
- 3月19日 - 3月13日に参議院本会議で不同意になった事に伴う、日本銀行総裁・副総裁の人事案として、総裁に田波耕治国際協力銀行総裁、（元大蔵省事務次官）、副総裁に西村清彦日本銀行審議議員を充てる人事案が採決され、西村副総裁は両院で同意されたが、田波総裁は参議院が反対多数で否決、不同意となり、同日任期満了の福井俊彦総裁の後任が選任できず、日本国憲法下では初の日銀総裁空席が決定。
このため、退任する福井総裁が新任副総裁の白川方明を総裁代行に指名した。

- 3月20日

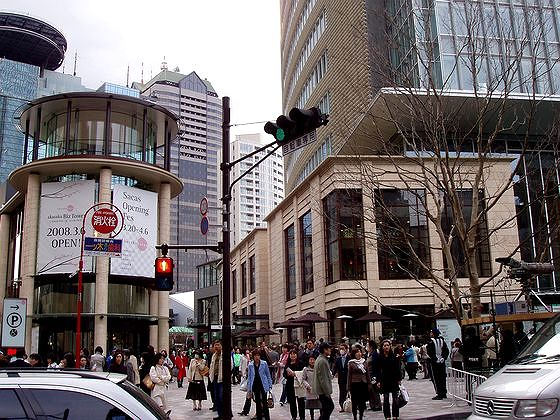
赤坂サカス

  - 日本銀行法の規定に基づき、総裁代行に白川方明副総裁が就任。
  - 東京都港区赤坂に、赤坂Bizタワーを中心とした複合施設、赤坂サカスが竣工し、グランドオープン[40]。
- 3月26日 - 東京都議会の予算特別委員会が新銀行東京に対する400億円の追加融資案を賛成多数で可決。
- 3月28日 - イー・モバイルが携帯電話音声通話サービスを開始[41]。
- 3月29日
  - Suica・ICOCAとTOICAの相互利用開始[42]。
  - PASMOがSuicaの仙台エリア、新潟エリアでも鉄道利用可能となる[43]。
- 3月30日 -　平成20年度予算が憲法第60条2項の規定により自然成立
- 3月31日
  - 東京地方裁判所、弁当販売大手ほっかほっか亭が、フランチャイズ離脱および独自ブランド立ち上げを表明したプレナスの営業停止を求めた仮処分申請を全て却下。プレナスの新ブランド移行が確実となる[44]。
  - KDDIが展開する携帯電話サービスツーカーが終了[45]。

### 4月
- 4月1日
  - 租税特別措置法のうちガソリン税軽油引取税の暫定税率が失効。
  - 京セラ、この日付けで三洋電機の携帯電話事業を総額500億円で買収。日本国内の携帯電話メーカーの事業統合は初[46]。
  - 新日本製鐵、JFEスチールなど鉄鋼大手各社がブラジルの資源会社から購入する鉄鉱石価格が65%値上げ。これに伴い鋼板などの卸売価格も20%程度上昇[47]。
  - 百貨店売上高第4位の三越と第5位の伊勢丹が経営統合、国内最大の百貨店グループ、三越伊勢丹ホールディングスとなる[48]。
  - 改正パートタイム労働法施行。「正社員と同視すべきパート労働者」の差別的待遇が禁止される[49]。
- 4月3日 - NHK、放送直前のニュース原稿をもとにインサイダー取引を行った記者ら3人の懲戒免職を発表[50]。
- 4月8日 - コンビニエンスストア大手ファミリーマートとファストフードチェーンサブウェイが合弁店舗展開を開始[51]。
- 4月9日 - 3月19日に参議院本会議で不同意になった事に伴う、日本銀行総裁・副総裁の人事案として、総裁に白川方明日本銀行副総裁（総裁代行）、副総裁に渡辺博史一橋大学大学院教授（前財務官）を充てる人事案が採決され、白川総裁は両院で同意されたが、渡辺副総裁は参議院が反対多数で否決、不同意となった。
- 4月14日 - アメリカ合衆国大手航空会社デルタ航空がノースウエスト航空の買収による合併合意を発表。[52]
- 4月18日 - 大田弘子経済財政担当相が関係閣僚会議に提出した月例経済報告で、景気の基調判断を「回復はこのところ足踏み状態」と報告[53]。日本銀行支店長会議でまとめられた4月の地域経済報告でも、北海道以外の全国8地域の景気判断について景気判断を引き下げ、全体の総括判断も「緩やかな拡大基調」から「減速している」に下方修正[54]。全国規模での景気減速が明確化。
- 4月23日
  - 東京高等裁判所、仕手集団「光進」による蛇の目ミシン工業恐喝事件で多大な負債を抱えた蛇の目ミシン工業旧経営陣に対する株主代表訴訟の差し戻し控訴審で、旧経営陣に583億円の賠償を命じる判決[55]。
  - 公正取引委員会、音楽著作権管理事業において新規事業者の参入を不当に締め出した私的独占の禁止及び公正取引の確保に関する法律（独占禁止法）違反の疑いで、JASRACに立ち入り調査[56]。
  - あおぞら銀行、日本の大手銀行として初めて、サブプライムローン問題の影響により3月期決算で220億円の経常赤字となる[57]。
  - 農林水産省と厚生労働省、吉野家が2007年8月に輸入したアメリカ産牛肉からBSE特定危険部位の脊柱が含まれたものが発見されたことを公表[58]。
  - 東京地検特捜部、中国での遺棄化学兵器処理事業をめぐり、建設コンサルタント「パシフィックコンサルタンツインターナショナル」に1億2000万円を不正支出させた特別背任罪容疑で、元社長ら4人を逮捕[59]。（PCI事件）
- 4月25日
  - 大阪高等裁判所、松下電器産業の子会社、松下プラズマディスプレイによる偽装請負を告発し解雇された元請負社員による裁判で、同社による解雇権の乱用および元社員の地位保全を認める判決[60]。
  - 公正取引委員会、再生紙の古紙利用比率偽装による景品表示法違反で、日本製紙グループ本社、王子製紙、紀州製紙、大王製紙、中越パルプ工業、北越製紙、三菱製紙、丸住製紙の8社に排除命令[61]。
- 4月30日
  - ガソリン税軽油引取税の暫定税率部分を元に戻す租税特別措置法改正案が衆議院本会議で再議決。
  - 歳入関連一括法案の衆議院での再議決を受け、首相：福田康夫が記者会見を行い、「歳入不足が生じるという無責任状態を解消するための法案再議決である」「道路特定財源の一般化は、生活者財源への改革である」「後期高齢者医療制度等、数々の混乱及びご迷惑を国民の皆様にかけて申し訳ない。責任を痛感している」など、一連の国政問題に対する見解を述べ、国民に理解を求めた[62]。

### 5月
- 5月12日 - 三菱東京UFJ銀行が進めていたATMなどで行うオンライン取引システム統合作業のプログラム設定ミスによって、セブン銀行など一部の金融機関で三菱東京UFJ銀行の取引が出来なくなるトラブルが発生した。三菱東京UFJ銀行はトラブルの原因について『初歩的なミス』であるとしたが、金融庁は今回のトラブルに「はなはだ遺憾である」と不快感を示した[63]。
- 5月13日 - 衆議院本会議で道路整備費の財源等の特例に関する法律の一部を改正する法律案について、参議院での同法案否決を受けて野党から両院協議会を請求すべしとの動議が提出され討論ののち起立少数で否決、次いで与党から再議決を求める動議が提出され討論ののち自由民主党、公明党等の起立多数で可決後、同法律案衆院議決案の記名採決が行われ、自由民主党、公明党等の3分の2以上の賛成により同法律案が再可決された。これによっていわゆる『道路整備財源特例法』は成立した[64]。
- 5月15日 - 九州地方および山口県と東日本で弁当店「ほっかほっか亭」をフランチャイズとして運営していたプレナスが、「ほっともっと」ブランド立ち上げ。これに伴い「ほっかほっか亭」全国3450店舗のうち、プレナスおよび同社のフランチャイズの一部が運営する2078店がブランド変更[65]。
- 5月18日 - 西日本鉄道がICカード乗車券システム「nimoca」を導入した[66]。
- 5月20日 - シンガポール航空が、エアバスA380を、同型機の日本発着定期路線初就航となる成田路線に投入[67]。
- 5月28日
  - アフリカ開発会議が神奈川県横浜市のパシフィコ横浜にて開催[68]。
  - 船場吉兆が一連の不祥事を受け、廃業を決定[69]。

### 6月
- 6月3日 - 日雇い派遣大手「グッドウィル」の違法労働者派遣事件で、労働者を二重派遣したとして港湾運送会社「東和リース」の元常務が職業安定法違反容疑で、グッドウィル元北関東エリアマネジャー兼企画管理部事業戦略課長ら3人が同ほう助容疑などで逮捕された[70]。
- 6月25日 - マルハニチロホールディングス子会社の神港魚類とウナギ販売会社の魚秀が中華人民共和国産のウナギを愛知県一色産ウナギとして産地を偽装表示し、販売していたことが判明。これを受けて農林水産省と水産庁が日本農林規格法違反であるとして二社に対し、改善命令を発した[71]。

### 7月
- 7月1日 - NTTドコモが8地域会社を本部へ統合

- 7月8日

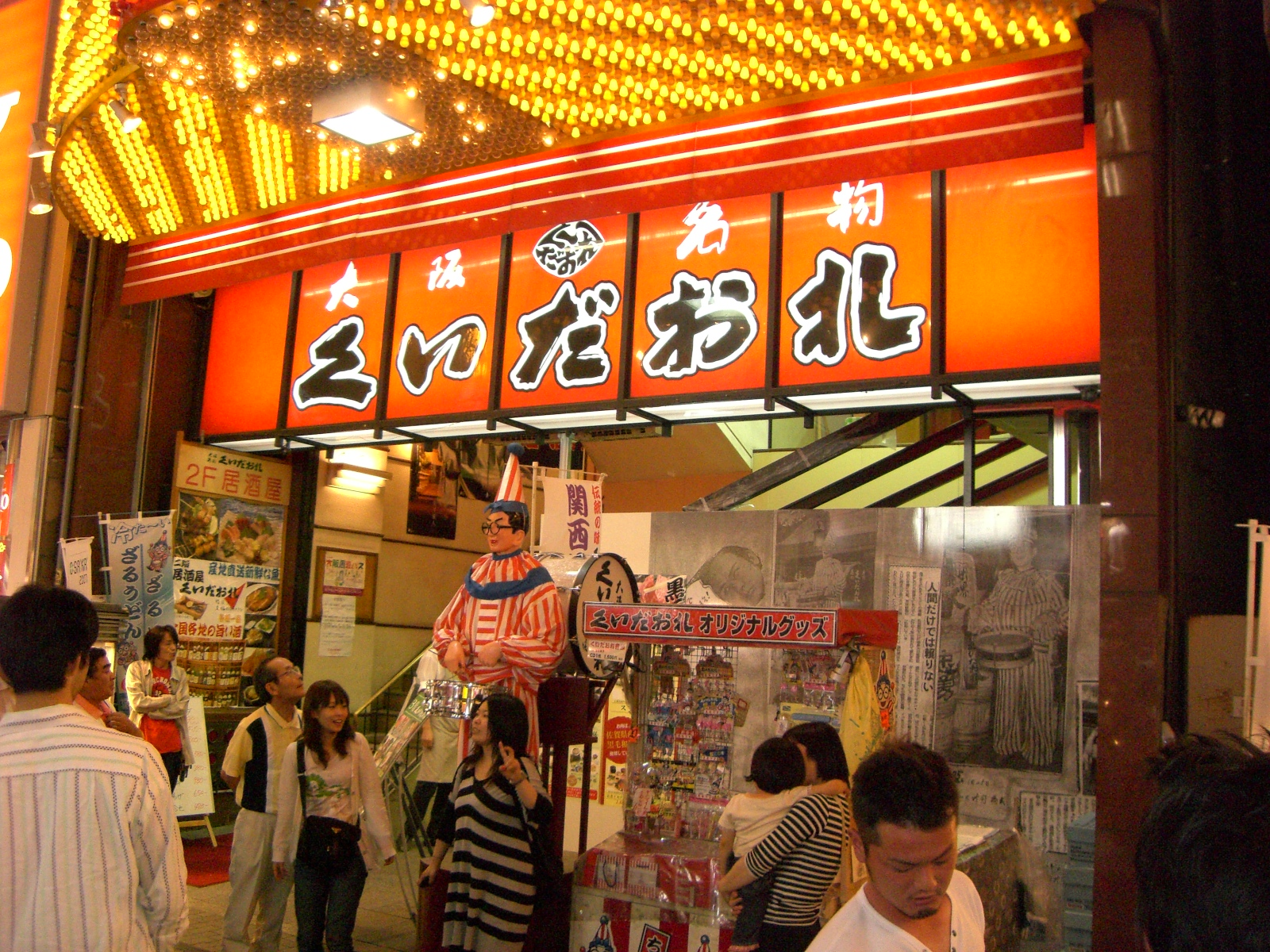
くいだおれ

  - “くいだおれ人形”で有名な大阪府大阪市中央区道頓堀の老舗料理店「大阪名物くいだおれ」、建物の老朽化及び時代風俗の変遷等を理由にこの日限りで営業を終了[72]。
  - 千葉県浦安市舞浜の東京ディズニーリゾート・東京ディズニーランドの正面に国内で3つ目のディズニーホテルである「東京ディズニーランドホテル」が開業[73]。
- 7月31日 - 日雇い派遣大手のグッドウィルが、度重なる不祥事により、厚生労働省から一般労働者派遣事業の許可が取り消されることが確実になったため廃業[74]。

### 8月

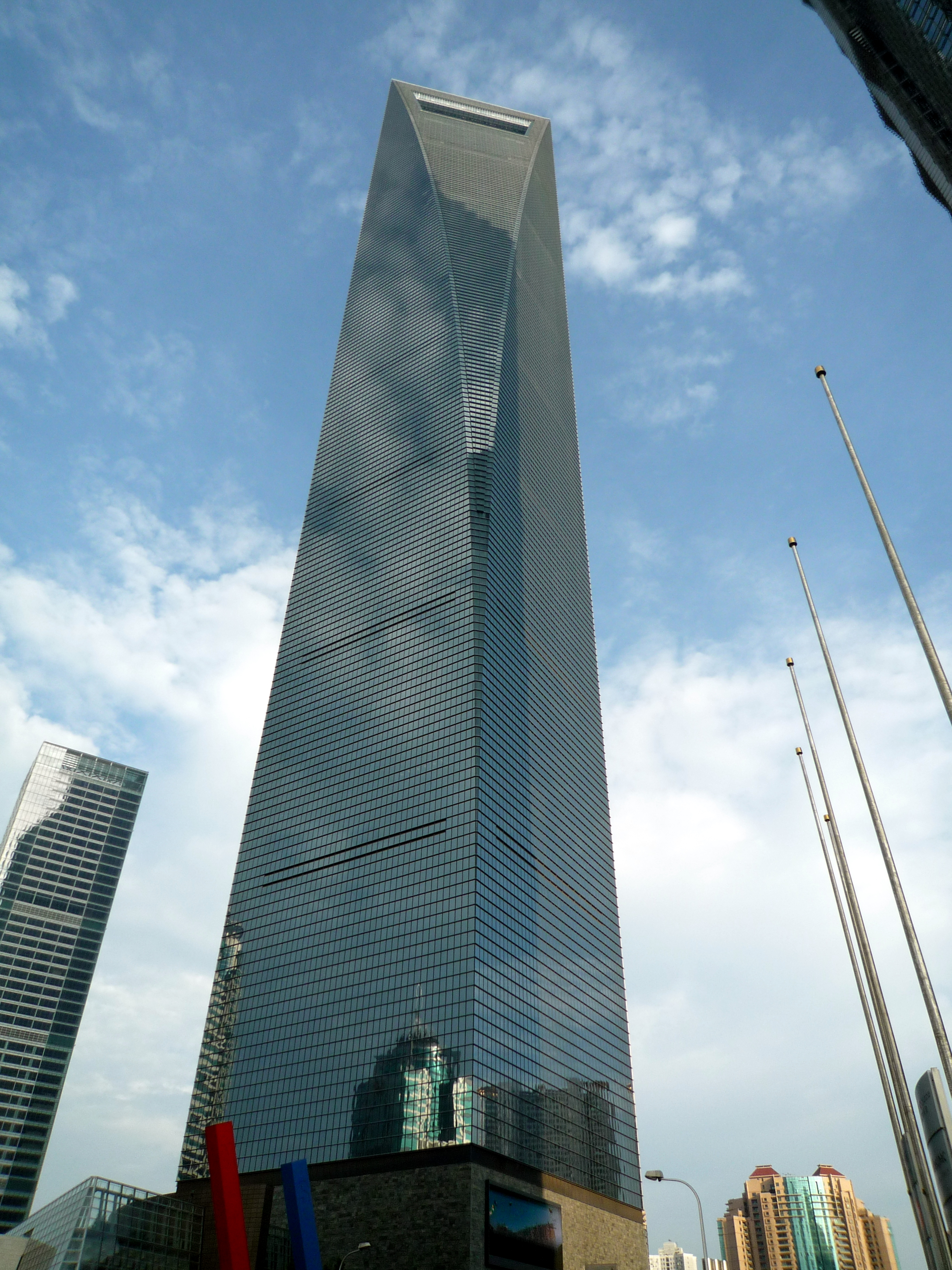
上海環球金融中心

- 8月28日 - 高さ492m・101階建ての超高層ビル「上海環球金融中心 (Shanghai World Financial Center)」が上海に完成[75]。

### 9月
- 9月15日
  - リーマン・ブラザーズが連邦倒産法第11章（日本の民事再生法に相当）の適用を申請し事実上の経営破綻。負債総額は6130億ドル（約64.5兆円）。（リーマン・ショックの始まり）
  - メリルリンチがバンク・オブ・アメリカに500億ドルで買収されることを発表。
  - リーマンの破綻の影響でアメリカの外国為替市場はドル全面安の展開になり、ダウ平均株価も504.48ドル安と史上6番目の下げ幅をつけ急落した。
- 9月16日
  - リーマンの日本法人、リーマン・ブラザーズ証券株式会社と関連会社のリーマン・ブラザーズ・ホールディングス株式会社が民事再生法の適用を申請。負債総額は2社合わせて約4兆円。
  - 日本銀行が2兆5000億円の資金を供給する緊急の公開市場操作を実施。
- 9月29日
  - ダウ平均株価の終値が前週末比777ドル68セント安の1万365ドル45セントとなり、当時史上最大の下げ幅となった[76]。
  - 三菱UFJフィナンシャル・グループ、米モルガン・スタンレーに対する90億ドル（約9450億円）、議決権の21%相当の出資、同時にUFJからモルガン・スタンレーに取締役1人を派遣することで同意[77]。
- 9月30日 - 住友生命保険、損害保険事業(子会社のスミセイ損害保険)から撤退、三井住友海上火災保険と提携し、今後は同社の商品販売および長期契約の2010年内までの切り替えを行うことを発表[78]。

### 10月
- 10月1日
  - 国民生活金融公庫、農林漁業金融公庫、中小企業金融公庫、国際協力銀行が日本政策金融公庫に移行。[79]
  - 松下電器産業が社名を「パナソニック株式会社」に変更、国内での商標も「Panasonic」に統一。これに合わせて「松下」「ナショナル」を冠するグループ会社の社名も「パナソニック」を冠する社名に変更、「松下グループ」も「パナソニックグループ」となる[80]。
- 10月3日 - アメリカ合衆国政府、緊急経済安定化法を可決、成立[81]。
- 10月6日
  - ダウ平均株価が2004年10月29日以来、約4年ぶりに10,000ドルを割り込む。アメリカで前週末に成立した金融安定化法の効力が不透明なのと、ヨーロッパで相次いだ金融機関の破綻により、アメリカ発の金融危機が世界的に拡大したことなどが理由。最安値は9525.32ドル（前週末比800.06ドル安）、終値は9955.50ドル（前週末比369.88ドル安）。
  - 大阪地方裁判所、9月19日に松本引越センターから提出された民事再生法適用申請を却下、同社の破産手続き開始を決定。負債額は約50億9500万円[82]。
- 10月8日
  - 前日のニューヨーク株式市場の株価下落や、輸出関連株の売りなど複数の要因が重なり、アジアの株式市場で株価指数が軒並み5ポイント以上の下落を記録した。日本の株式市場もほぼ全面安の展開となる。
    - 日経平均株価が下落率では戦後6番目の下げ幅を記録する大幅な下落となる。一時9,159円81銭（996円09銭安）まで値下がりした。終値は前日比952円58銭（9.38%）安の9,203円32銭。終値で1万円を割り込んだのは2003年12月11日以来4年10か月ぶり。
    - 東京外国為替市場でも大きく円高が進み、一時1ドル=99円57銭をつけ4月1日以来の100円割れとなった。
- 10月9日
  - ニューヨーク株式市場ダウ平均株価が終値で5年5ヶ月ぶりに9,000ドルを割り込む。終値は8,579.19ドル（前日比678.91ドル、7.38%安）。
  - 不動産投資信託（REIT）のニューシティ・レジデンス投資法人が、東京地方裁判所に民事再生法の適用を申請し倒産。負債総額は1123億円。東証上場REITの倒産は初[83]。
  - 農林水産省、事故米転売問題で、名古屋市の接着剤メーカー「浅井」および同社社長を食品衛生法違反で愛知県警察に刑事告発[84]
- 10月10日
  - 日経平均株価が下落率では戦後4番目の下げ幅を記録する暴落を記録。取引開始3分で9,000円を割り込んだ。株価は一時8,115円41銭（1042円08銭、11.38%安）まで値下がりした。終値は前日比881円06銭（9.62%）安の8,276円43銭。終値で9,000円を割り込んだのは2003年6月以来5年4か月ぶり。
  - 大和生命保険株式会社が東京地方裁判所に更生特例法の適用申請を行い経営破綻。負債総額約2,695億円[85]。
  - 百貨店大手髙島屋と、阪急阪神ホールディングスを傘下に持つH2Oリテイリングの両社、資本・業務提携し、3年以内を目途に経営統合する計画を発表。合併により三越伊勢丹ホールディングスに次ぐ業界2位の規模となる[86]
- 10月13日 - ダウ平均株価が前週末比936.42ドル高、上昇率11.08%（前週末終値8,451.19ドル）の過去最大の上げ幅を記録。終値は9,387.61ドル。欧米各国の政府と中央銀行による金融危機回避策が好感されたため。

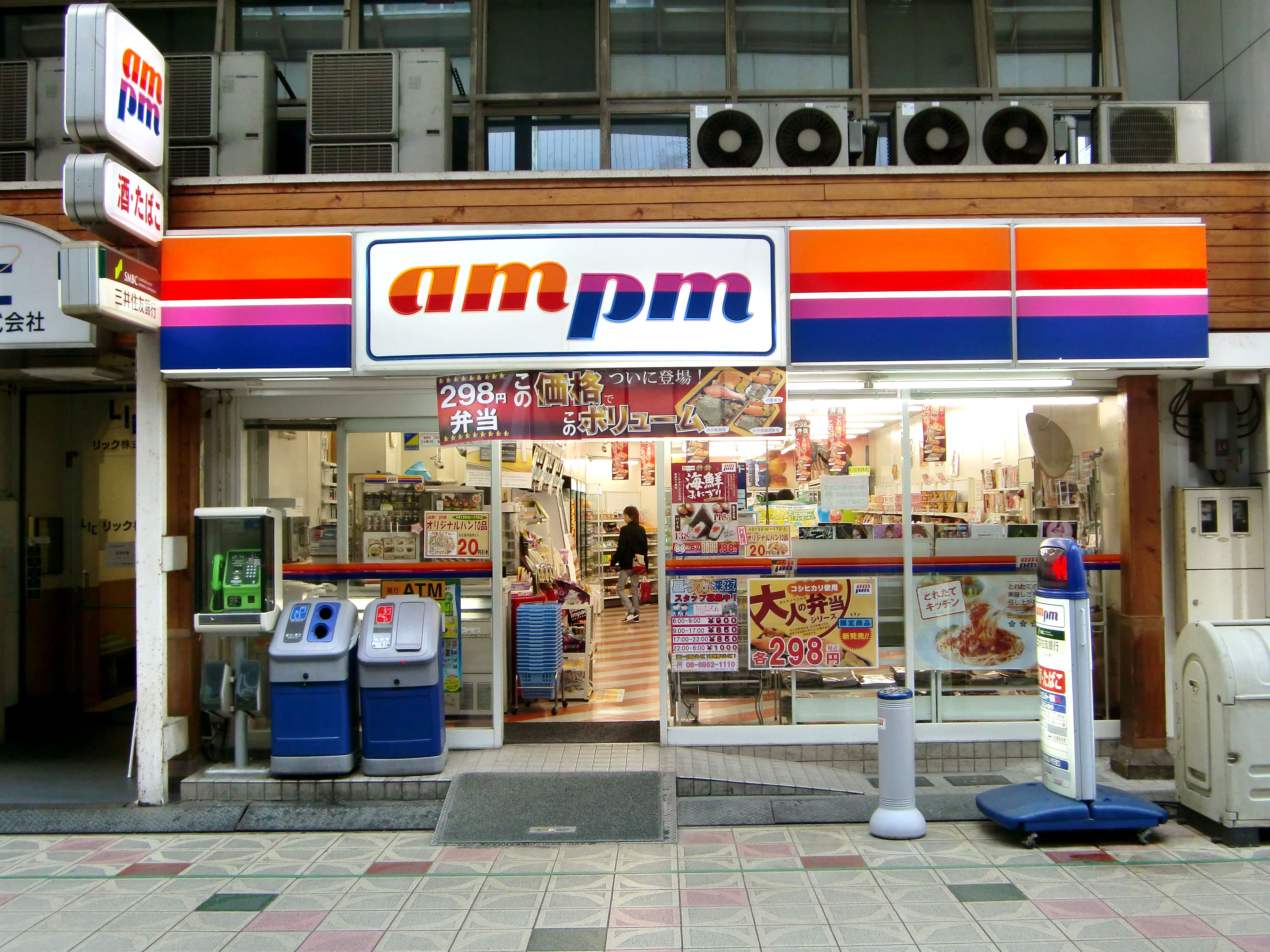
am/pm

- 10月11日 - コンビニエンスストア業界最大手のローソンが、レックス・ホールディングス傘下のコンビニエンスストアであるam/pmの買収を企図し、am/pm側に買収交渉を申し入れ、両社間の折衝に入ったことが明らかになった[87]。
- 10月14日
  - 内閣府令により自社株の取得規制の緩和を実施（12月31日まで）。
  - 日経平均株価が8営業日ぶりに反発、終値で算出開始以来最大の上昇率を記録。終値は前週末比1171円14銭（14.15%）高の9,447円57銭とし9,000円台を回復した。反発要因は、前日のニューヨーク株式市場のものと同様、G7各国の政府と中央銀行が相次いで発表した金融危機回避策が好感され買い注文が殺到、全面高の展開となったため。主力株の中にはストップ高まで買われるものもあった。
  - 北洋銀行と札幌銀行が合併、合併後の行名は北洋銀行[88]。
- 10月15日 - ニチレイフーズが中華人民共和国から輸入し、東京都八王子市南大沢のイトーヨーカドー南大沢店で販売した中国製冷凍インゲンを購入して食べた消費者が健康被害を訴えた為、東京都が直ちに調査した結果、有機リン系殺虫剤『ジクロルボス』が検出され、ニチレイフーズ、イトーヨーカドー、セブン&アイ・ホールディングスが当該製品の販売並びに取引を中止[89]。
- 10月16日 - 東京証券取引所の日経平均株価終値が前取引日に比べ1089円2銭安の8458円45銭となり、ブラックマンデーに次ぐ史上2位の11.41%の下落率を記録[90]。
- 10月17日 - 静岡県磐田市の食品業者が中華人民共和国から輸入したつぶあんを食べ、めまいを訴えた顧客がいたため、静岡県が検査した結果、商品からトルエンと酢酸エチルが検出される[91]。
- 10月20日
  - イタリアンファミリーレストランのサイゼリヤが、北海道〜関東エリアのチェーン店547店舗で販売した中国産ピザ生地原材料から有毒物質メラミンを検出[92]。
  - リーマンブラザース日本法人の子会社で経営破綻したサンライズファイナンス社が債権者であった東京都港区高輪の創業137年の老舗『京品ホテル』が経営不振を理由として突如廃業[93]。
従業員労組が地位保全仮処分申請を東京地方裁判所に提出[94]。
- 10月22日 - 日経平均株価が2003年5月以来5年5ヶ月ぶりに8,000円を割り込む。終値は7,649円08銭。前日との増減も811円90銭（9.596%）安で、戦後5番目の下落率を記録した。外国為替相場で急激な円高が進行しているのと、この日ソニーが連結営業利益予測を大幅に下方修正するなど景気減速による企業業績悪化の懸念などが理由。
- 10月24日
  - 空席となっていた日本銀行の2人目の副総裁に山口広秀日本銀行理事を充てる政府の人事案が提出され、 衆・参本会議で同意。3月の福井前総裁以来退任以来7か月ぶり日銀執行部が正常化。
  - 国際通貨基金、金融危機のアイスランド向けに最大21億ドルの緊急融資を行うことで同国政府と暫定合意[95]。

- 10月26日

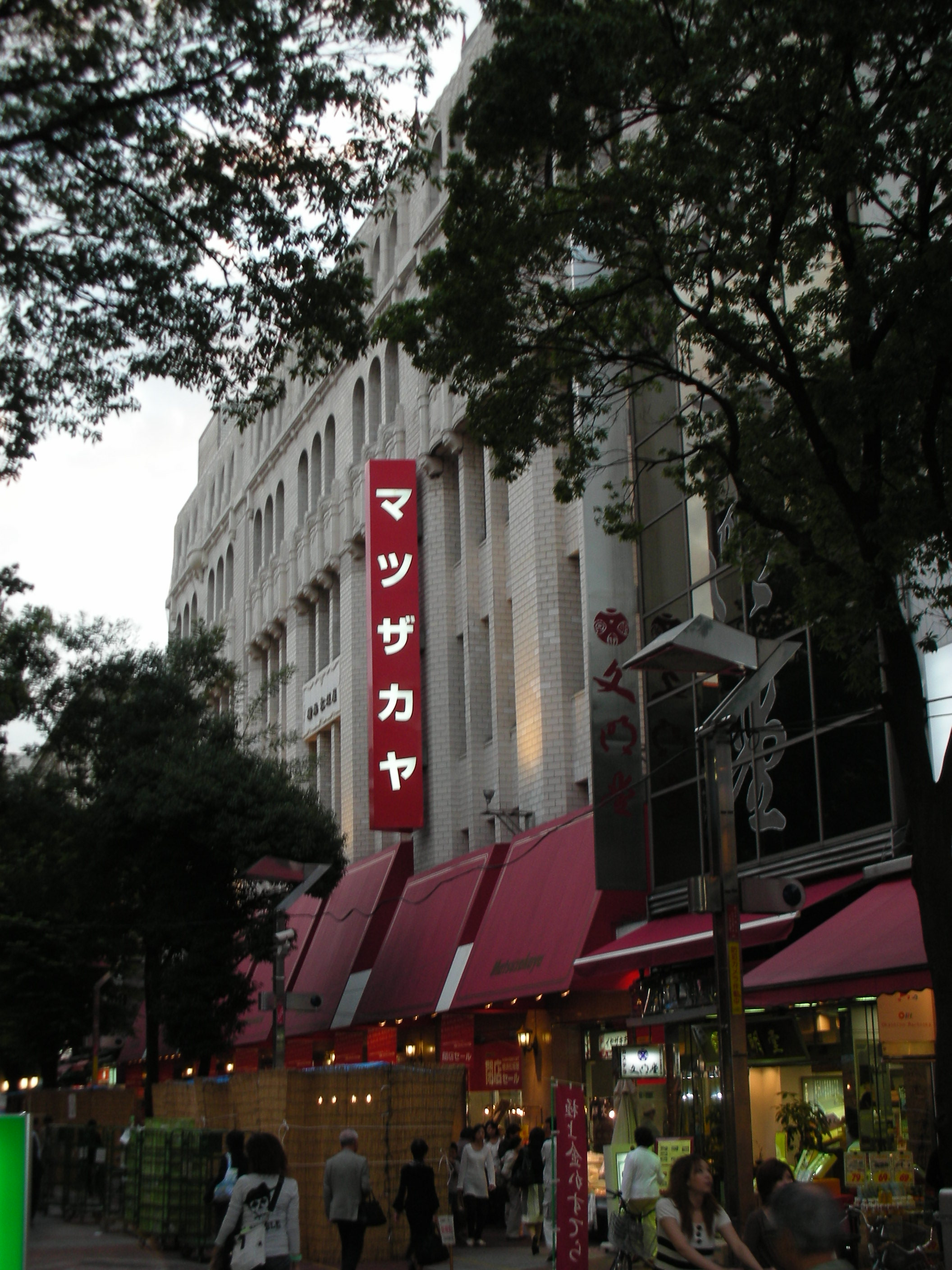
横浜松坂屋

  - 国際通貨基金、アイスランドに次ぎ、ウクライナに対し、2年間の緊急援助枠で総額165億ドルの緊急融資を行うことで同国政府と暫定合意[96]
  - 創業1864年の老舗百貨店、横浜松坂屋がこの日限りで閉店[97]。
- 10月27日 - 日経平均株価が、終値でバブル崩壊後最安値となる7,162円90銭をつける。2006年1月16日終値を比較すると、66.6%程度下落した。世界的な景気悪化と金融危機の進行、円の独歩高などの警戒感が続き、主力株を中心に幅広く売られたことなどが理由。
- 10月28日 - 国際通貨基金は、通貨フォリントが急落しているハンガリーに対し、157億ドルの緊急支援を行うことで、同国政府と基本合意[98]。

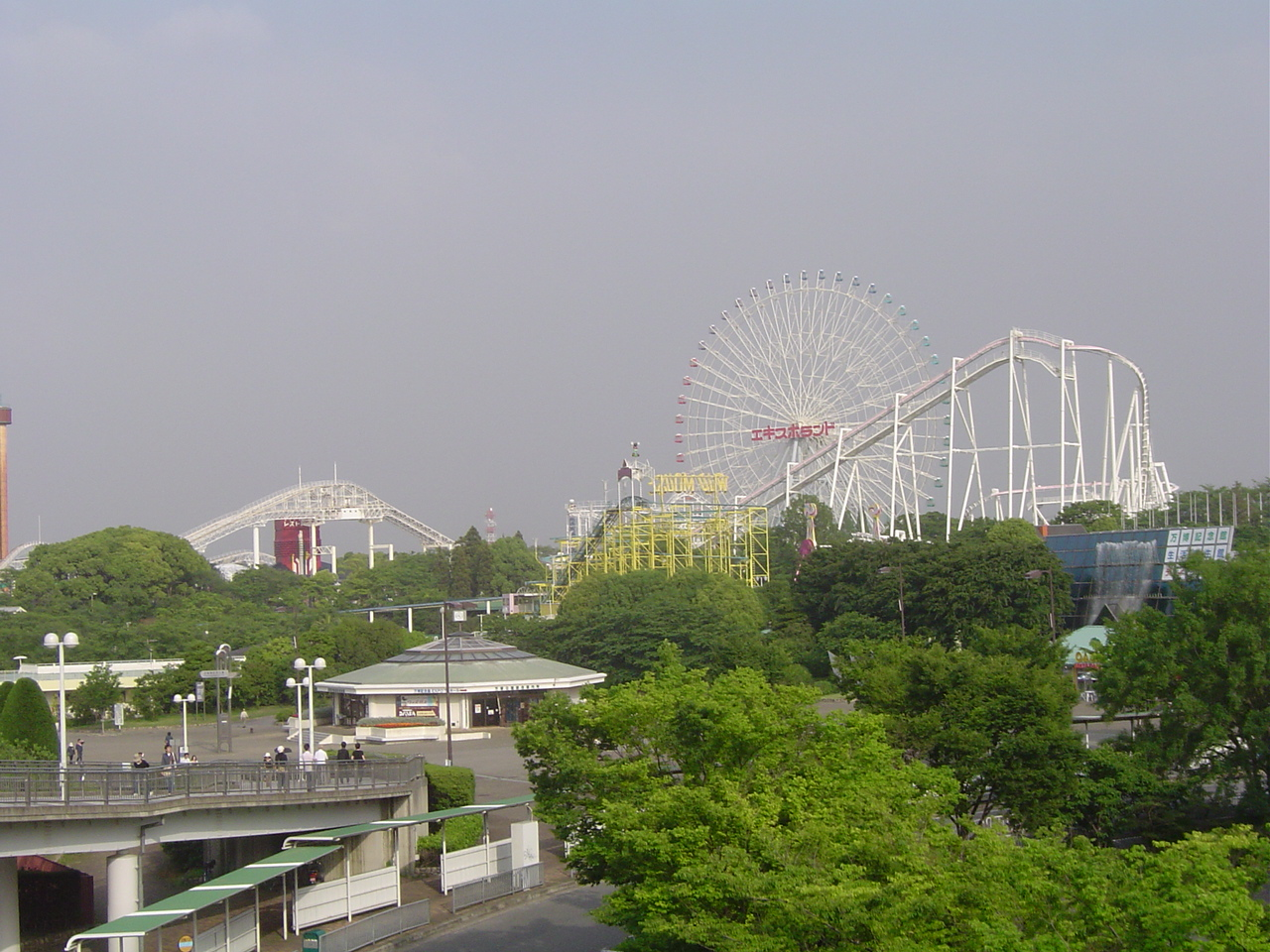
エキスポランド

- 10月29日 - 大阪府吹田市の遊園地エキスポランド、負債16億円を抱え大阪地方裁判所に民事再生法適用を申請、保全監督命令を受け経営破綻[99]。
- 10月30日 - 麻生太郎首相が記者会見を開き、給付金支給や地方の高速道路のETC装備一般車の利用料金上限を1,000円とする追加経済対策を発表。
- 10月31日
  - 日本銀行が金融政策決定会合を開き、政策金利を0.2ポイント下げ年0.3%とする事を委員の賛否同数の為、日本銀行法の規定により、白川方明総裁が決定。
  - 不動産ディベロッパーダイナシティ、およびマンション販売康和地所が東京地方裁判所に民事再生法適用を申請。負債総額はダイナシティが520億円、康和地所が143億5000万円[100][101]。

### 11月
- 11月1日 - 大手家電パナソニック（旧：松下電器産業）が、経営再建中の三洋電機を買収し、自社グループ傘下とするべく三井住友銀行など三洋電機の大株主三社との協議に入り、年内にも三洋電機のパナソニックグループ入りを実現させたい意向が判明[102]。
- 11月5日 - 東京地方裁判所は、防衛省装備品調達汚職事件で贈賄側の防衛専門商社山田洋行元専務に対して懲役2年、収賄側の防衛省元事務次官に対して懲役2年6ヶ月、追徴金1,250万円の実刑判決をそれぞれ言い渡した[103]。（山田洋行事件）
- 11月15日 - パキスタン政府は、国際通貨基金から総額76億ドルの緊急融資を受けることで合意したと発表[104]。

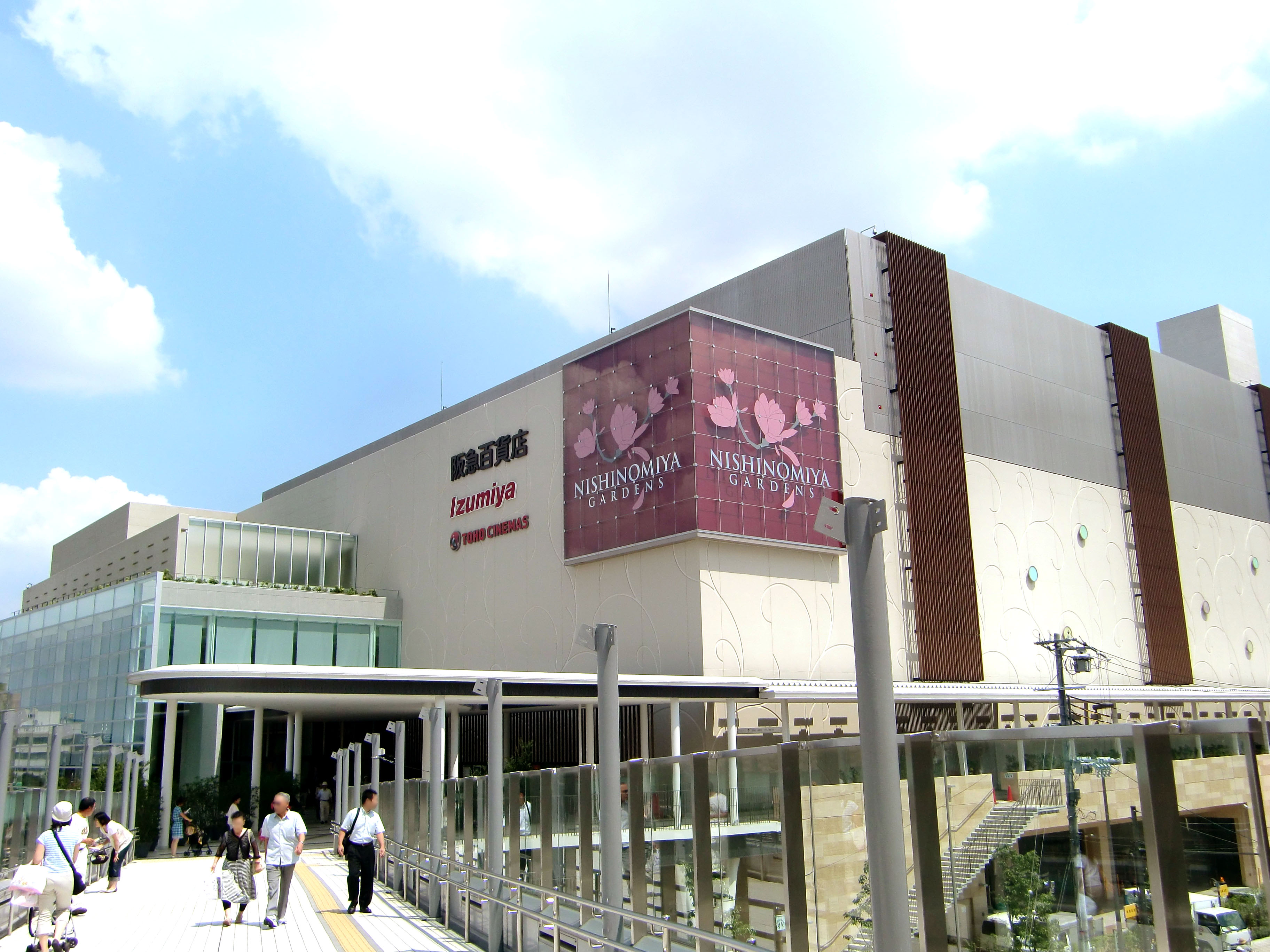
阪急西宮ガーデンズ

- 11月26日 - 兵庫県西宮市の阪急西宮スタジアム跡地に、大型ショッピングモール：阪急西宮ガーデンズが開業[105]。

### 12月
- 12月3日 - オーストラリア準備銀行は政策金利を、1ポイント下げて年4.25%とすることを2日に決め、3日から実施。
- 12月4日
  - 欧州中央銀行は政策金利を0.75ポイント引き下げ、年2.5%にすると発表。
  - イギリス中央銀行のイングランド銀行は政策金利を1ポイント引き下げ、57年ぶりに過去最低水準の年2%にすることを決め、即日実施。
- 12月12日
  - エクアドルのラファエル・コレア大統領が債務不履行(デフォルト)を宣言。
  - 麻生太郎首相、総額23兆円規模となる緊急経済対策、『生活防衛のための緊急対策』の概要を発表し、「主要先進国で一番早い不況脱出を目指す」ことを表明[106]。

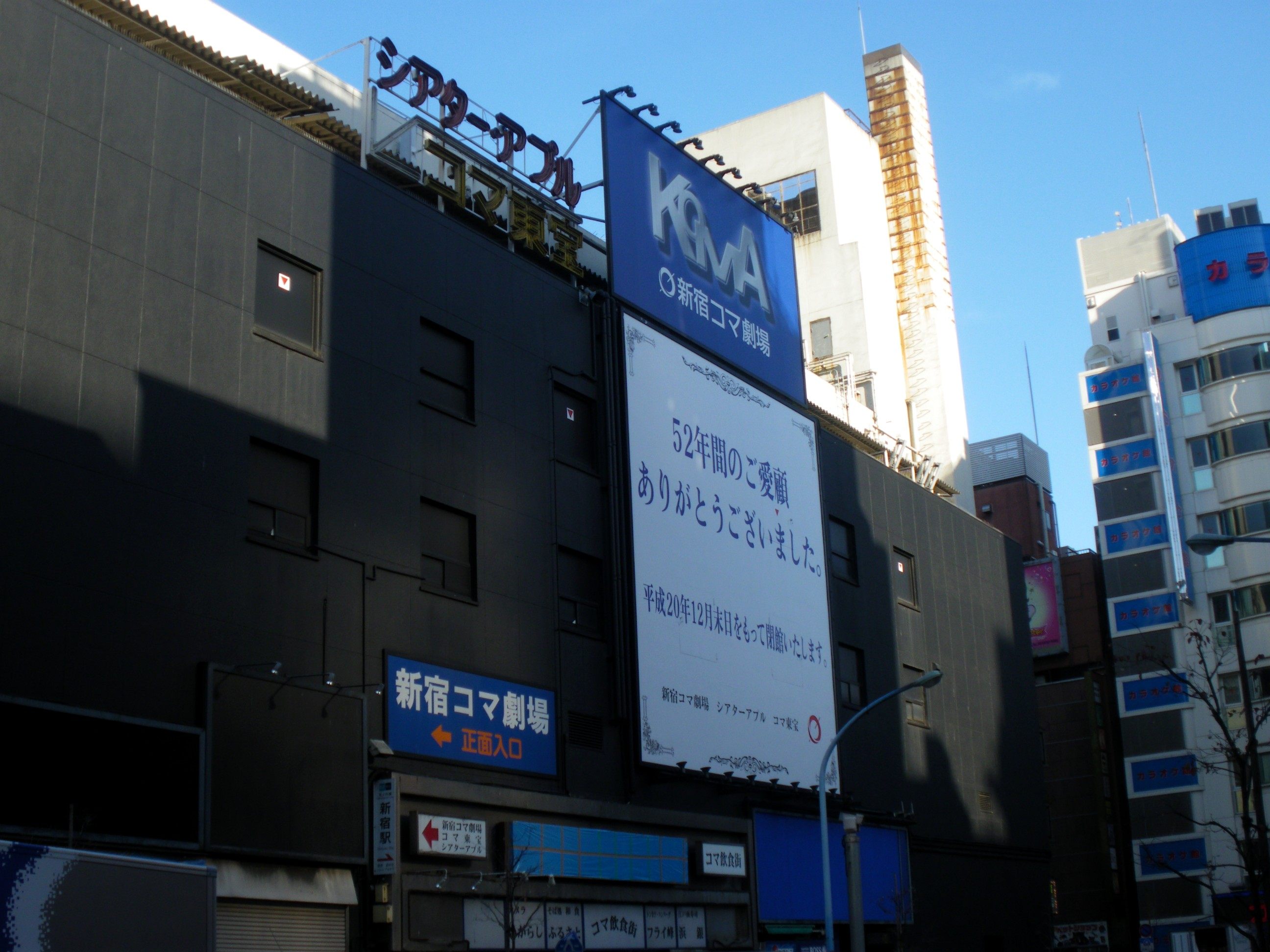
新宿コマ劇場

- 12月16日 - アメリカ合衆国の米連邦準備制度理事会は連邦公開市場委員会で、フェデラル・ファンド金利の誘導目標を、年1%から0〜0.25%とすることを決め、即日実施。
- 12月19日 - 日本銀行が金融政策決定会合を開き、政策金利を0.2ポイント下げ年0.1%程度とすることを決定。
- 12月20日 - 2009年度予算財務省原案内示。
- 12月29日 - 三井住友海上、あいおい損保、ニッセイ同和損保の損保大手3社が2009年秋にも合併の合意を発表。[107]。
- 12月31日
  - 国際通貨基金はベラルーシに対し、約25億ドルの緊急融資枠を設定することで暫定合意したと発表[108]。
  - 新宿コマ劇場、この日の興行（テレビ東京系列番組『年忘れにっぽんの歌』生放送）を最後に閉館、最後に詰めかけた観客人数は約2000人[109]。